# Oblast' di Saratov
L'oblast' di Saratov (in russo Сара́товская о́бласть?, Sarátovskaja óblasť) è un'oblast' della Russia ed è situata nella parte meridionale della Russia europea.

## Geografia
- Area: 100200 km²;
- Popolazione: 2 668 310.

In passato vi era una forte minoranza di tedeschi ormai quasi tutti rimpatriati.
Le città principali della oblast' sono:
- Saratov (capoluogo)
- Balakovo
- Balašov
- Ėngel's
- Marks
- Vol'sk

### Fuso orario
L'oblast' di Saratov si trova da dicembre 2016 nel fuso orario di Samara (SAMT), in anticipo di 4 ore sull'UTC.

## Suddivisioni amministrative
La divisione amministrativa di secondo livello della oblast' comprende:
- 1 città di importanza regionale (Saratov);
- 1 entità amministrativo-territoriale chiusa (villaggio Svetlyj);
- 37  distretti (rajon);
- 1 distretto amministrativo (Gagarinskij);
- 2 circondari amministrativi (административных округа): Šichany e Michajlovskij (ex ZATO)

### Rajon
La oblast' di Saratov comprende 37 rajon (fra parentesi il capoluogo; sono indicati con un asterisco i capoluoghi non direttamente dipendenti dal rajon ma posti sotto la giurisdizione della oblast'):
- Aleksandrovo-Gajskij (Aleksandrov Gaj)
- Arkadakskij (Arkadak)
- Atkarskij (Atkarsk*)
- Balakovskij (Balakovo*)
- Balašovskij (Balašov*)
- Baltajskij (Baltaj)
- Bazarno-Karabulakskij (Bazarnyj Karabulak)
- Chvalynskij (Chvalynsk*)
- Dergačëvskij (Dergači)
- Duchovnickij (Duchovnickoe)
- Ekaterinovskij (Ekaterinovka)
- Ėngel'sskij (Ėngel's*)
- Eršovskij (Eršov)
- Fëdorovskij (Mokrous)
- Ivanteevskij (Ivanteevka)
- Kalininskij (Kalininsk)
- Krasnoarmejskij (Krasnoarmejsk*)
- Krasnokutskij (Krasnyj Kut)

- Krasnopartizanskij (Gornyj)
- Lysogorskij (Lysye Gory)
- Marksovskij (Marks*)
- Novoburasskij (Novye Burasy)
- Novouzenskij (Novouzensk)
- Ozinskij (Ozinki)
- Pereljubskij (Pereljub)
- Petrovskij (Petrovsk)
- Piterskij (Piterka)
- Pugačëvskij (Pugačëv*)
- Romanovskij (Romanovka)
- Rovenskij (Rovnoe)
- Rtiščevskij (Rtiščevo*)
- Samojlovskij (Samojlovka)
- Sovetskij (Stepnoe)
- Tatiščevskij (Tatiščevo)
- Turkovskij (Turki)
- Vol'skij (Vol'sk*)
- Voskresenskij (Voskresenskoe)

### Città
I centri abitati della oblast' che hanno lo status di città (gorod) sono 18 (in grassetto le città sotto la diretta giurisdizione della oblast', che costituiscono una divisione amministrativa di secondo livello):
- Arkadak
- Atkarsk
- Balakovo
- Balašov
- Chvalynsk
- Ėngel's

- Eršov
- Kalininsk
- Krasnoarmejsk
- Krasnyj Kut
- Marks
- Novouzensk

- Petrovsk
- Pugačëv
- Rtiščevo
- Saratov
- Šichany
- Vol'sk

### Insediamenti di tipo urbano
I centri urbani con status di insediamento di tipo urbano sono invece 26 (al 2024):
- Bazarnyj Karabulak
- Dergači
- Duchovnickoe
- Ekaterinovka
- Gornyj
- Kamenskij
- Klëny
- Krasnyj Oktjabr'
- Lysye Gory

- Mokrous
- Novye Burasy
- Ozinki
- Pinerovka
- Privolžskij
- Puškino
- Romanovka
- Rovnoe
- Samojlovka

- Sennoj
- Sokolovyj
- Sovetskoe
- Stepnoe
- Svetlyj
- Svobodnyj
- Tatiščevo
- Turki